# Mirosław Mróz
Mirosław Stanisław Mróz (ur. 16 kwietnia 1958 w Grudziądzu, zm. 19 lipca 2023 tamże) – ksiądz katolicki, profesor nauk teologicznych, specjalista z zakresu teologii moralnej, badacz prac teologicznych Tomasza z Akwinu.

## Życiorys
Był synem Jana i Teresy. W 1977 ukończył I Liceum Ogólnokształcące im. Bolesława Chrobrego w rodzinnym mieście. Po dwóch latach studiowania w Wyższym Seminarium Duchownym w Pelplinie został oddelegowany na dalsze studia do Rzymu, gdzie ukończył Papieskie Wyższe Seminarium Duchowne. Święcenia kapłańskie przyjął w 1983 z rąk papieża Jana Pawła II w bazylice św. Piotra na Watykanie. W latach 1983–1988 odbywał dalsze studia teologiczne na Papieskim Uniwersytecie Laterańskim w Rzymie, a od 1988 do 1991 studia filozoficzne na Westfalskim Uniwersytecie Wilhelma w Münsterze. Studia specjalistyczne uwieńczył doktoratem z teologii (1988) oraz doktoratem z filozofii (1991). W latach 1992–2001 prowadził wykłady z filozofii średniowiecznej i tomistycznej w Instytucie Filozofii Uniwersytetu Mikołaja Kopernika w Toruniu. W 2001 uzyskał stopień doktora habilitowanego z zakresu teologii moralnej i został zatrudniony na Wydziale Teologicznym toruńskiej uczelni. W latach 2003–2014 był kierownikiem Zakładu Teologii Moralnej i Katolickiej Nauki Społecznej Wydziału Teologicznego UMK. W 2011 odebrał nominację profesorską z rąk prezydenta Bronisława Komorowskiego.
Zmarł 19 lipca 2023, został pochowany 22 lipca 2023 na cmentarzu farnym w Grudziądzu.

## Prace
Opublikował kilkadziesiąt artykułów i książek z zakresu filozofii scholastycznej i personalistycznej, zwłaszcza Franciszka Sawickiego, etyki św. Tomasza z Akwinu i teologii moralnej, w tym:
- Być i miłować. Studia nad myślą św. Tomasza z Akwinu o miłości (Toruń, 1999)
- Człowiek w dynamizmie cnoty. Aktualność aretologii św. Tomasza z Akwinu w świetle pytania o podstawy moralności chrześcijańskiej (Toruń, 2001)
- Mądrość życia. W szkole cnót chrześcijańskich (Toruń, 2003)
- Słowa nadziei. Prośby Modlitwy Pańskiej (Toruń, 2005)
- Tajemnica ludzkiej nieprawości. Aktualność nauki św. Tomasza z Akwinu o złu moralnym i wadach głównych (Toruń, 2010)